# П'ємонтський скудо
П'ємонтський скудо (італ. scudo piemontese) — грошова одиниця, що мала до 1816 обіг в материковій частині Сардинського королівства. Ділився на 6 лір, які у свою чергу ділилися на 20 сольдо чи 240 денаро. Доппія дорівнювала 2 скудо.
Під час французької окупації на території П'ємонту грошовою одиницею був французький франк, невелика кількість монет карбувалась на місці.
У 1816 скудо замінений на сардинську ліру.

## Монети
Наприкінці XVIII століття мали ходіння мідні монети номіналом в 2 денаро, білонні монети номіналом в ½, 1, 2½ і 7½ сольдо, срібні монети номіналом в ¼, ½ і 1 скудо, і золоті монети номіналом в ¼, ½, 1, доппії . У 1790-х до них додані мідні монети номіналом в 1 і 5 сольдо і біллонові монети номіналом в 10, 15 і 20 сольдо.
П'ємонтська республіка в 1799 карбувала срібні монети номіналом в ¼ і ½ скудо. У 1800 карбувала бронзова монета номіналом 2 сольдо з написом Nazione Piemontese («П'ємонтська нація»).